# Triathlon Ingolstadt

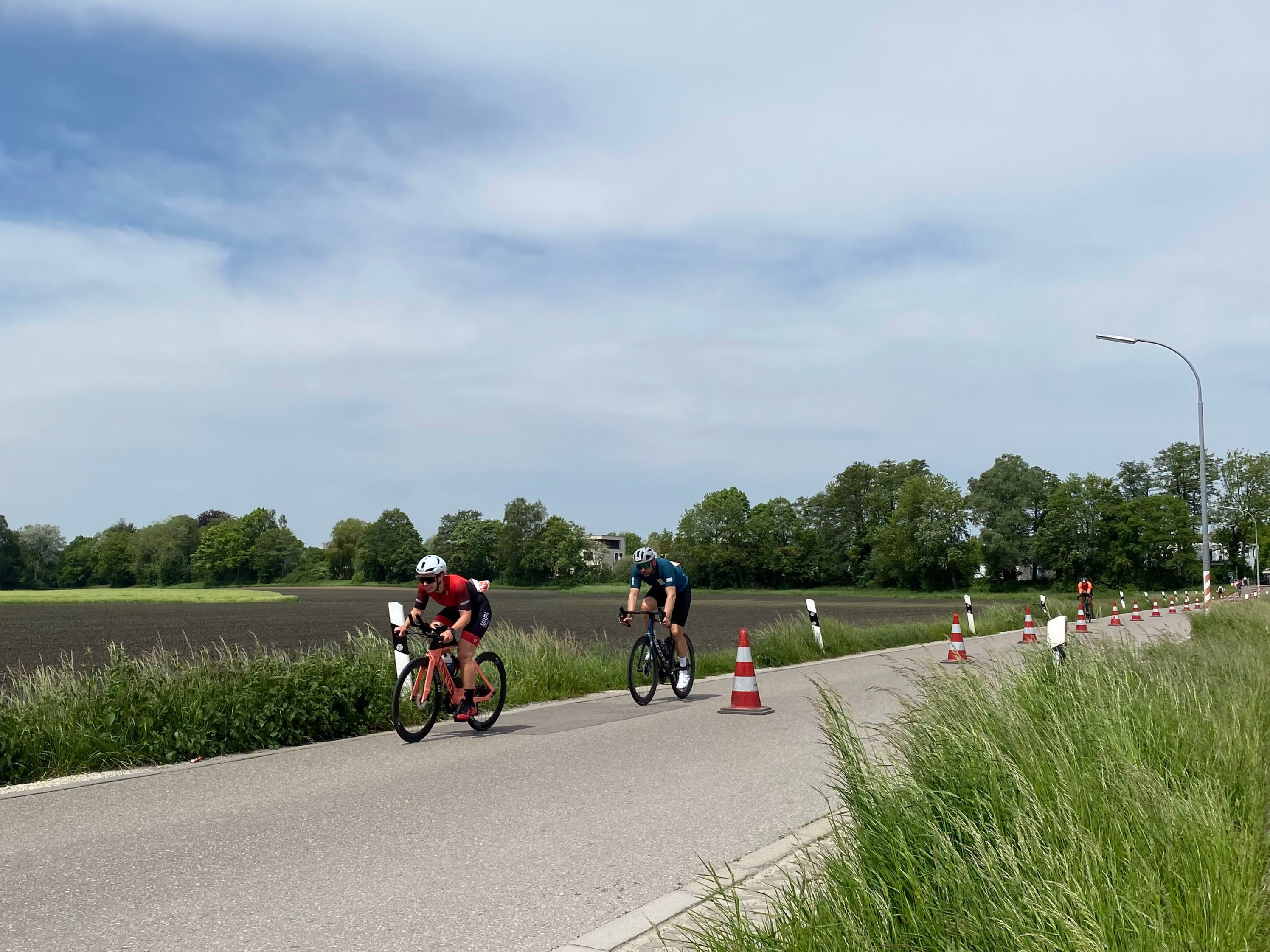
Die Teilstrecke an der Antoniusschwaige

Der seit 2010 in Ingolstadt am Baggersee Ingolstadt ausgerichtete Triathlon Ingolstadt (nach dem Sponsor derzeit Audi Triathlon Ingolstadt) ist mit rund 3000 Teilnehmern (2024), eine der größten Triathlon-Veranstaltungen in Deutschland, in deren Rahmen bisher zwei Deutsche Meisterschaften auf der Mitteldistanz ausgerichtet wurden.

## Geschichte des Triathlon Ingolstadt

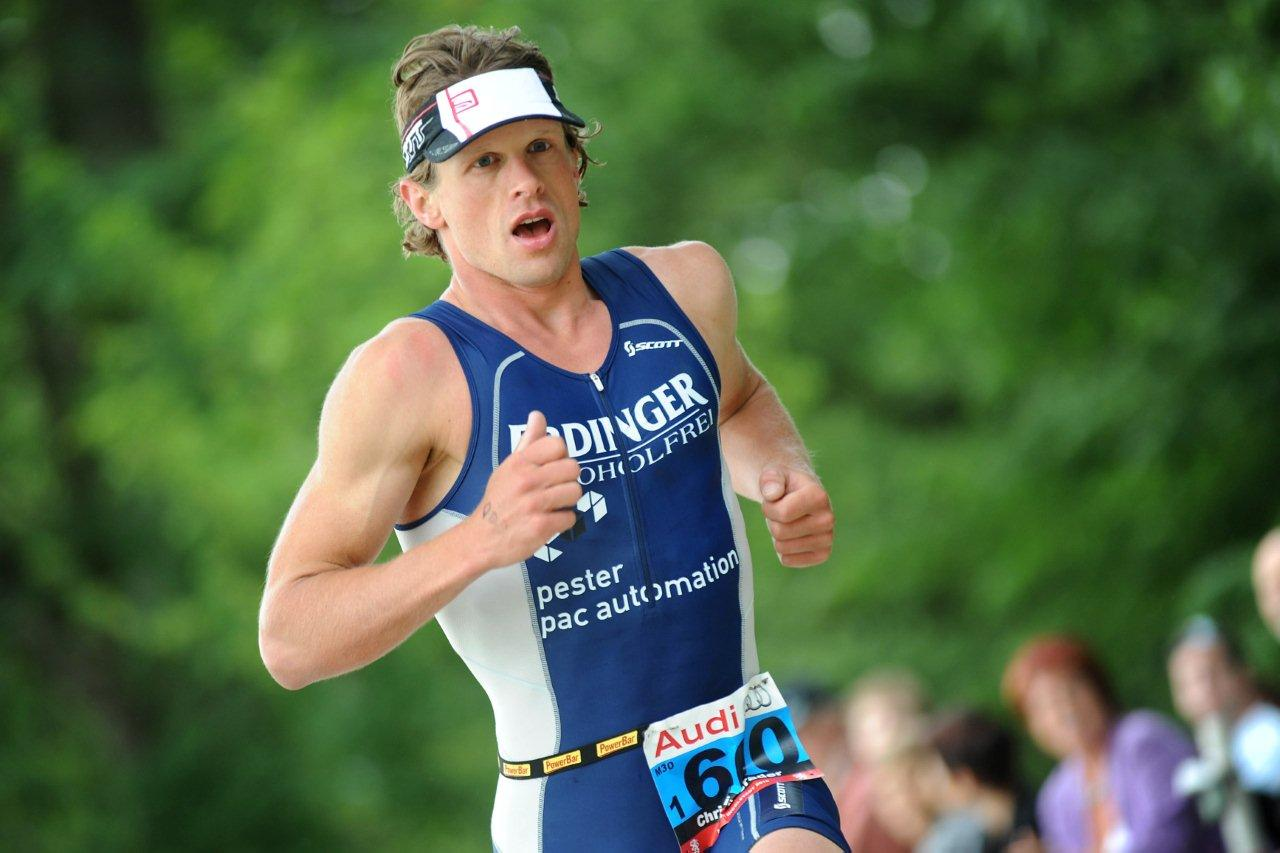
Christian Brader beim ersten Triathlon Ingolstadt 2010

Am 13. Juni 2010 startete der erste Triathlon in Ingolstadt über verschiedene Distanzen (olympische Distanz, Jedermann-Distanz, Jugend-Triathlon). Initiator war Gerhard Budy, der in seiner aktiven Zeit als Triathlet selbst an der Challenge Roth teilgenommen hatte. Innerhalb kurzer Zeit entwickelte sich der Triathlon Ingolstadt zu einer der größten Triathlon-Veranstaltungen in Deutschland mit knapp 2000 Startern im Jahr 2023. Hauptsponsor der Veranstaltung ist die in Ingolstadt ansässige Audi AG, die seit 2022 als Titelsponsor auftritt.
Seit 2012 wird zu den anderen Distanzen auch ein Wettkampf auf der Mitteldistanz ausgetragen.
Im Jahr 2018 wurde die Deutsche Triathlonmeisterschaft auf der Mitteldistanz erstmals im Rahmen des Triathlon Ingolstadt ausgetragen. 2022 wurden erneut die Deutschen Meisterschaften der Mitteldistanz ausgetragen.
Im Jahr 2023 wurde der Zielbereich erstmals in die Innenstadt auf den Paradeplatz vor dem Neuen Schloss verlegt.
Die Austragung 2024 musste wegen Überflutungen der Strecke von Juni auf September verschoben werden. Der Zielbereich war im Klenzepark außerhalb der Innenstadt geplant. Auf der Mitteldistanz wurde die Bayerische Meisterschaft der Altersklassen ausgetragen.

## Strecken

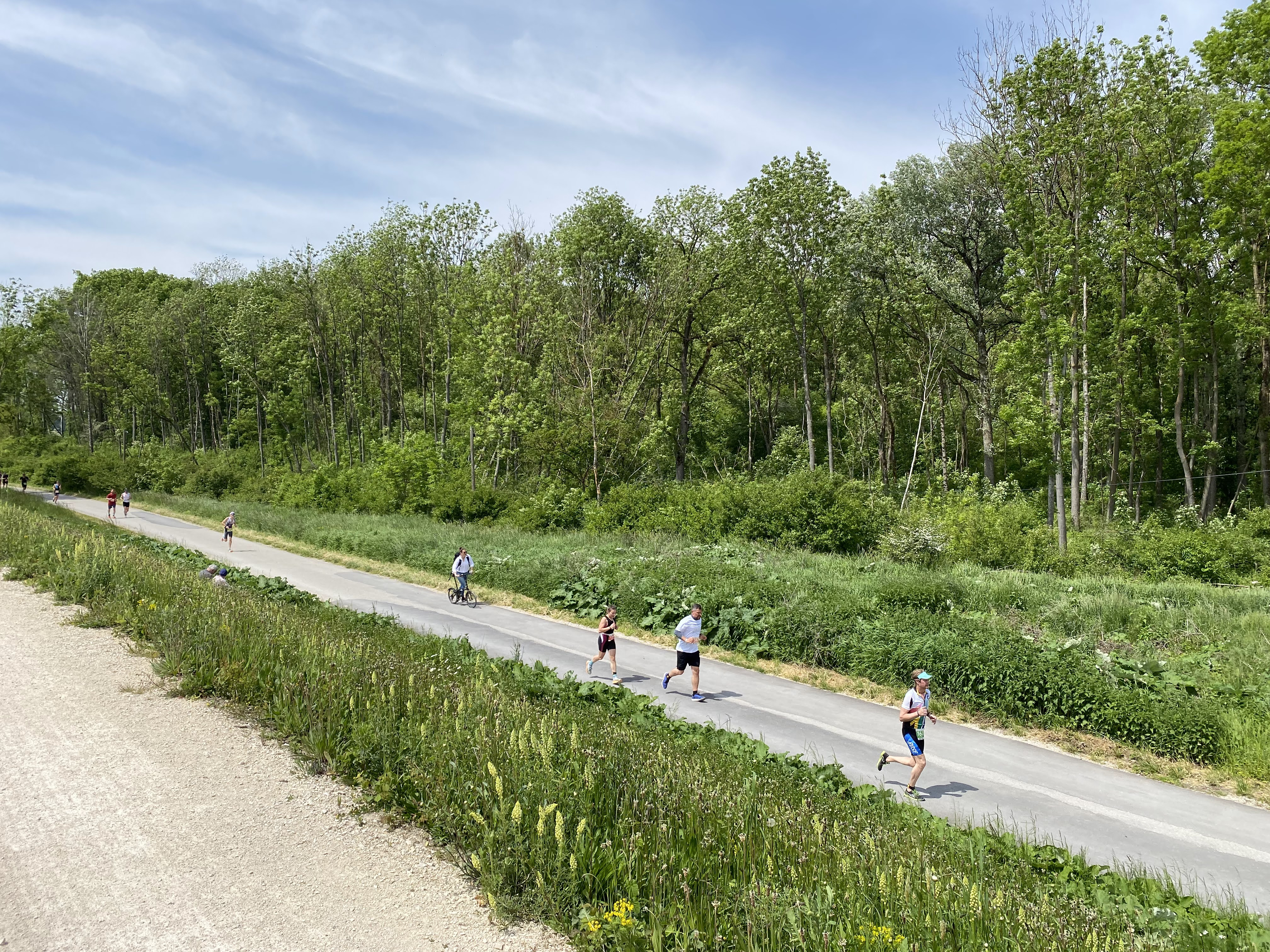
Teilnehmer auf Höhe des Laufwasserkraftwerks

- Das Schwimmen führt in einem Rundkurs in der östlichen Hälfte des Baggersee Ingolstadt vorbei am Fischerheim und endet mit dem Ausstieg nahe der Wasserwacht Station.
- Die Radstrecke führt von der Wechselzone aus in Richtung Westen in den Landkreis Neuburg an der Donau. Die Sprintdistanz hat einen Wendepunkt, während die olympische Distanz über eine volle Runde und die Mitteldistanz über zwei volle Runden führt.
- Die Laufstrecke führt von der Wechselzone entweder direkt in Richtung Ingolstadt (Sprintdistanz) oder zuerst in Richtung Westen um den Baggersee (olympische Distanz und Mitteldistanz) bevor es auch Richtung Innenstadt geht, wo sich der Zielbereich im Klenzepark befindet. Hier beginnt für Athleten der olympischen Distanz und Mittelstanz noch eine bzw. zwei weitere Runden Richtung Laufwasserkraftwerk Ingolstadt und wieder zurück zum Zielbereich.

## Ergebnisse

### Mitteldistanz
| Datum/Jahr    | Männer                | Männer            | Männer                  | Frauen                 | Frauen             | Frauen             |
| Datum/Jahr    | Erster Platz          | Zweiter Platz     | Dritter Platz           | Erster Platz           | Zweiter Platz      | Dritter Platz      |
| ------------- | --------------------- | ----------------- | ----------------------- | ---------------------- | ------------------ | ------------------ |
| 14. Juni 2026 |                       |                   |                         |                        |                    |                    |
| 1. Juni 2025  | Nils Huckschlag       | Niklas Ludwig     | Felix Hentschel         | Jana Uderstadt         | Carolin Meyer      | Olivia Keiser      |
| 22. Sep. 2024 | Finn Große-Freese -2- | Nils Huckschlag   | Tim Frisch              | Djana Pechtl           | Sarah Meyer        | Alina Würth        |
| 21. Mai 2023  | Finn Große-Freese     | Felix Hentschel   | Kilian Bauer            | Elena Illeditsch -2-   | Eva Schien         | Sina Heubel        |
| 29. Mai 2022  | Wilhelm Hirsch        | Finn Große-Freese | Thomas Ott              | Lena Gottwald          | Anna Weinhardt     | Laura Chacon       |
| 12. Sep. 2021 | Simon Huckestein      | Tom Hohenadl      | Tobias Heinig           | Elena Illeditsch       | Franzi Reng        | Sarah Schönfelder  |
| 26. Mai 2019  | Tobias Heinig         | Markus Stöhr      | Tim Koniarski           | Tamara Hitz            | Natascha Badmann   | Margrit Elfers     |
| 10. Juni 2018 | Markus Stöhr          | Florian Brosch    | Andreas Schröder        | Julia Ertmer           | Stefanie Kuhnert   | Rike Westermann    |
| 28. Mai 2017  | Łukasz Wójt           | Sebastian Mahr    | Felix Hentschel         | Luisa Keller           | Franziska Bossow   | Nicole Bretting    |
| 12. Juni 2016 | Lukas Storath         | Fabian Conrad     | Niclas Bock             | Yvonne van Vlerken -3- | Nicole Bretting    | Heike Funk         |
| 14. Juni 2015 | Leon Mattis           | Dominik Berger    | Christoph Steurenthaler | Yvonne van Vlerken -2- | Heike Funk         | Carolin Trauth     |
| 1. Juni 2014  | Jan Raphael -2-       | Per Bittner       | Florian Seiffert        | Yvonne van Vlerken     | Nicole Bretting    | Katharina Grohmann |
| 16. Juni 2013 | Georg Potrebitsch     | Christian Brader  | Lukas Krämer            | Sonja Tajsich          | Diana Riesler      | Rebekka Eßmüller   |
| 10. Juni 2012 | Jan Raphael           | Josef Diensthuber | Ralf Gärtner            | Rebekka Eßmüller       | Alexandra Mitschke | Jaqueline Brans    |

### Kurzdistanz
| Datum/Jahr    | Männer              | Männer            | Männer              | Frauen            | Frauen          | Frauen             |
| Datum/Jahr    | Erster Platz        | Zweiter Platz     | Dritter Platz       | Erster Platz      | Zweiter Platz   | Dritter Platz      |
| ------------- | ------------------- | ----------------- | ------------------- | ----------------- | --------------- | ------------------ |
| 14. Juni 2026 |                     |                   |                     |                   |                 |                    |
| 1. Juni 2025  | Jakob Schmaus       | Tom Hohenadl      | Hans-Jörg Stolz     | Cornelia Griesche | Yasmin Rieger   | Sina Böhne         |
| 22. Sep. 2024 | Luis Rühl           | Elias Knoll       | Moritz Speh         | Anna Liepold      | Hannah Baysal   | Johanna Schuberth  |
| 21. Mai 2023  | Tom Hohenadl        | Alexander Richter | Timo Schmitz        | Cornelia Griesche | Helen Graf      | Franziska Richartz |
| 29. Mai 2022  | Andreas Wittmann    | Jonas Stengel     | Lukas Stengel       | Katja Schneider   | Claudia Mai     | Anne Kirsten       |
| 12. Sep. 2021 | Maurice Clavel      | Thomas Ott        | Alexander Richter   | Sophia Ramsauer   | Renate Forstner | Insa Schacht       |
| 26. Mai 2019  | Sebastian Mahr -2-  | Fabian Eisenlauer | Peter Luff          | Luisa Moroff -2-  | Insa Schacht    | Sonja Herzog       |
| 10. Juni 2018 | Martin Gebhard      | Hagen Brosius     | Jakob Heindl        | Henrike Güber     | Franziska Krull | Josefine Rutkowski |
| 28. Mai 2017  | Niclas Bock         | Ralf Preissl      | Markus Stöhr        | Luisa Moroff      | Henrike Güber   | Alina Würth        |
| 10. Juni 2016 | Nicolas Daimer      | Per Bittner       | Markus Stöhr        | Julia Viellehner  | Christin Möller | Theresa Wild       |
| 14. Juni 2015 | Sebastian Mahr      | Fabain Mottl      | Bertrand Thoulouze  | Christin Möller   | Nicole Bretting | Astrid Werner      |
| 1. Juni 2014  | Faris Al-Sultan -3- | Christian Brader  | Bastian Glockshuber | Sonja Tajsich     | Maria Paulig    | Theresa Wild       |
| 16. Juni 2013 | Horst Reichel -2-   | Jan Raphael       | Ralf Gärtner        | Natascha Schmitt  | Beate Speiser   | Maria Paulig       |
| 10. Juni 2012 | Horst Reichel       | Sebastian Neff    | Michael Göhner      | Birgit Nixdorf    | Beate Speiser   | Tina Hausmann      |
| 17. Juli 2011 | Faris Al-Sultan -2- | Andreas Dreitz    | Ralf Preissl        | Heidi Jesberger   | Heike Funk      | Heike Priess       |
| 13. Juni 2010 | Faris Al-Sultan     | Christian Brader  | Harald Funk         | Heike Funk        | Birgit Nixdorf  | Melanie Ziegler    |